# بیوه و یتیم
در حروفچینی، بیوه به سطرِ کوتاهِ پایانیِ پاراگراف گفته می‌شود اگر این سطر در ابتدای صفحه باشد، و یتیم سطرِ کوتاهی است که در پایینِ صفحه ظاهر شود، یا واژه یا بخشی از یک واژه که به تنهایی در پایانِ پاراگراف باشد. در تعریفِ این اصطلاحات اختلاف‌نظرهایی هست؛ تعریف‌های ذکرشده از شیوه‌نامهٔ شیکاگو است.
شیوه‌نامه‌های چاپ عموماً توصیه می‌کنند که متنِ نهایی حاوی بیوه یا یتیم نباشد، و راه‌هایی برای احتراز از آنها پیشنهاد می‌کنند.